# Corubal
Corubal je zahodnoafriška reka, ki je pomemben dotok reke Geba. Izvira pri Labah na planoti Futa Jallon, nakar vstopi v Gvinejo-Bissau preko njene vzhodne meje. Potem se obrne proti jugozahodu, se približa meji, se nato obrne na severozahod proti Xitoleju, nakar pa se izlije v Gebo.